# 石庙镇 (栾川县)
石庙镇，是中华人民共和国河南省洛陽市栾川县下辖的一个乡镇级行政单位。

## 行政区划
石庙镇下辖以下地区：
石庙村、庄科村、下元村、上元村、常门村、光明村、石宝村、龙潭村、观星村和杨树坪村。